# دايفيد غريفيث
دايفيد غريفيث (بالإنجليزية: David Griffith)‏ (و. 1800 – 1894 م) هو شاعر من ويلز، والمملكة المتحدة لبريطانيا العظمى وأيرلندا، ومملكة بريطانيا العظمى، توفي عن عمر يناهز 94 عاماً.